# Синюха клейкая
Синюха клейкая (лат. Polemonium viscosum) — многолетнее травянистое растение, вид рода Синюха (Polemonium) семейства синюховых (Polemoniaceae), произрастающий в западной части Северной Америки.

## Ботаническое описание

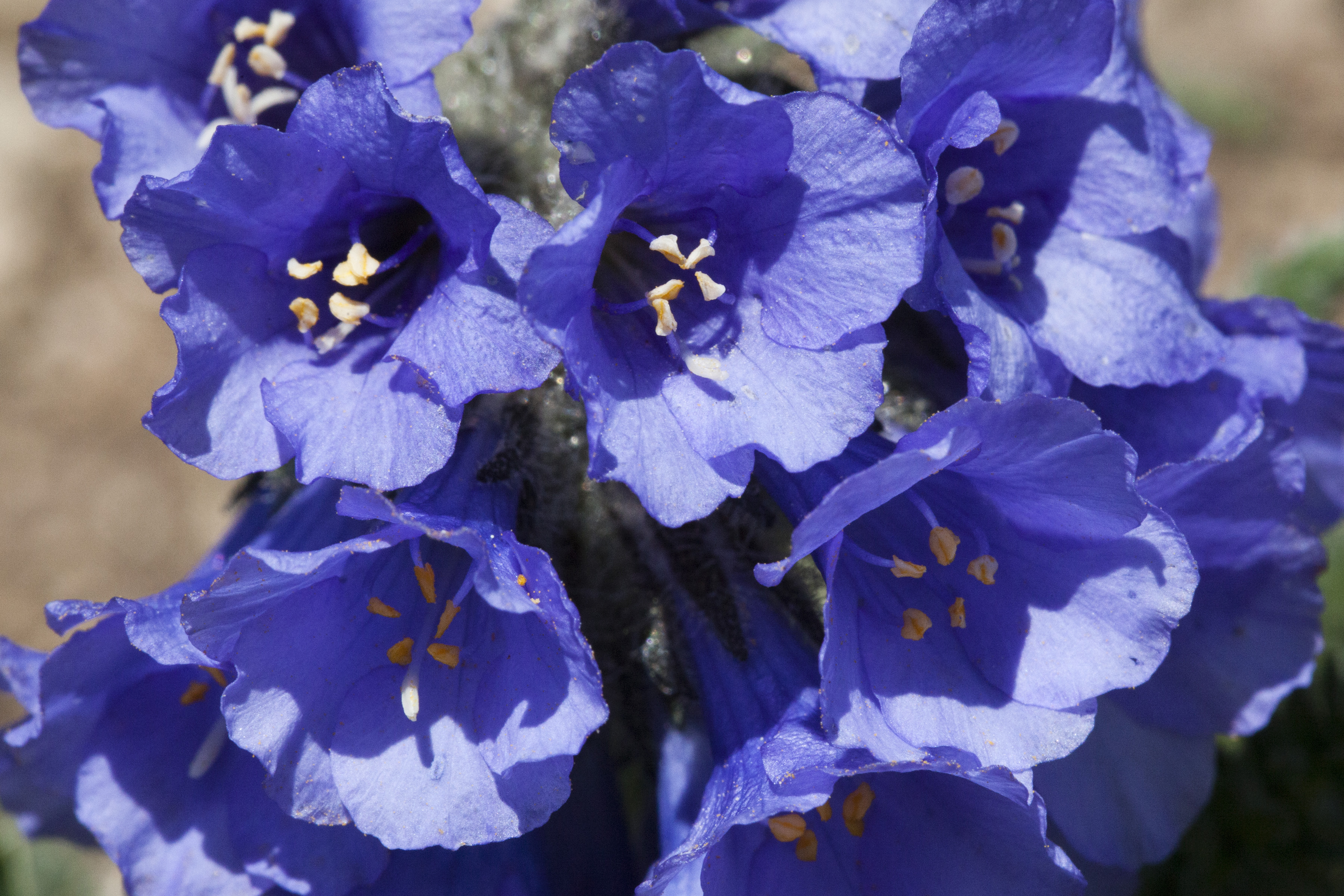
Цветы синюхи клейкой

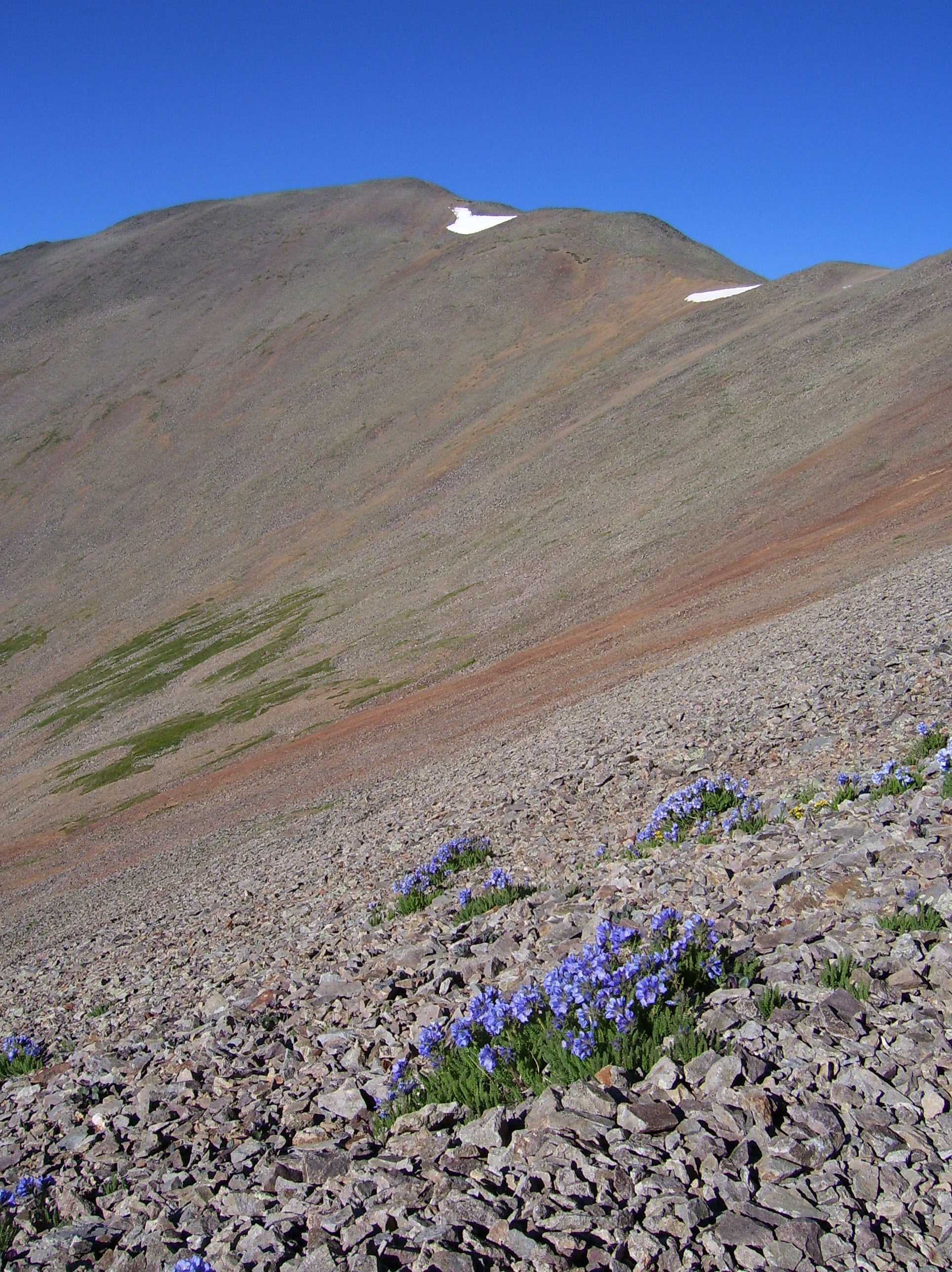
Растение в естественной среде обитания (Колорадо).

Синюха клейкая — многолетнее травянистое растение высотой 10-30 см. Стебли собраны в пучки, растение имеет запах скунса из-за липких железистых волосков, покрывающих листья и стебли. Воронковидные сине-фиолетовые цветки распускаются рыхлыми головками на вершине стебля. Листья перистые до 15 см длиной с многочисленными мелкими ложкообразными листочками длиной 1,5-6 мм и шириной 1-3 мм, образуют ярко-зелёные пучки. Цветки на волосистых цветоножках пурпурные, иногда белые трубчатые, длиной 17-25 мм, собраны в соцветия. Цветы могут быть как пахнущие скунсом, так и сладко-душистые.
Выращивается как декоративное растение в альпинариях.

## Распространение и местообитание
Встречается в западной части Северной Америки от южной части Британской Колумбии на восток до Монтаны и на юге до Аризоны и Нью-Мексико. Растёт на высокогорье на сухих каменистых участках.